# Министерство на инвестиционното проектиране на България
Министерството на инвестиционното проектиране (МИП) е министерство в България, съществувало в периода 2013 – 2014 г. Неговата задача е да провежда правителствената политика в областта на устройственото планиране, жилищната политика, санирането на сградите, кадастъра, ДНСК и проектирането на европроектите.

## История
Министерството е създадено от правителството на Пламен Орешарски след встъпването му в длъжност, но реално заработва през есента на 2013 г.
На 19 ноември 2014 г., с поправки в Закона за устройство на територията, внесени от парламентарната група на ГЕРБ, XLIII народно събрание закрива Министерството на инвестиционното проектиране, като функциите му преминават в Министерството на регионалното развитие и благоустройството.

## Сграда
Първоначално е предложен варианта новото ведомство да заеме няколко помещения в сградата на Министерството на регионалното развитие, но той бива отхвърлен с аргумента, че това би предизвикало доста полемики, тъй като МИП в действителност “се отцепва” от МРРБ.
Впоследствие, на заседание на Министерски съвет на 7 август 2013 г., е решено МИП да използва в сградата на ул. “Съборна” №1, където допреди това се е помещавал Испанският културен институт. Понастоящем тази сграда се използва от Министерството на туризма.

## Министри

### Номинации
|  | Име           | Начало (дд/мм/гг) | Край (дд/мм/гг) | Партия/ коалиция | Забележка |
|  | ------------- | ----------------- | --------------- | ---------------- | --- |
|  | Калин Тихолов | –                 | –               | ДПС              | Той оттегля кандидатурата си поради замесването на името му в скандала „Дюнигейт“ и изготвянето на подробния устройствен план за застрояването на Царево и Несебър. |

### Министри
|  | Име                 | Начало (дд/мм/гг) | Край (дд/мм/гг) | Управление (в дни) | Партия/ коалиция | Правителство (по ред) |
|  | ------------------- | ----------------- | --------------- | ------------------ | ---------------- | --------------------- |
|  | Иван Данов          | 29 май 2013       | 6 август 2014   | 434                | независим        | 92                    |
|  | Екатерина Захариева | 6 август 2014     | 7 ноември 2014  | 93                 | ГЕРБ             | 93                    |